# کالداروو
کالداروو (انگلیسی: Kaldarovo) یک شهرک در شهرستان کوگارچینسکی جمهوری باشقیرستان در کشور روسیه است.